# IC 1726
IC 1726 ist eine kompakte Zwerggalaxie vom Hubble-Typ C im Sternbild Fische auf der Ekliptik. Sie ist schätzungsweise 241 Millionen Lichtjahre von der Milchstraße entfernt und hat einen Durchmesser von etwa 00.000 Lichtjahren.
Im selben Himmelsareal befinden sich u. a. die Galaxien NGC 664 und IC 150.
Das Objekt wurde am 21. Dezember 1897 von Stéphane Javelle entdeckt.